# سقانة
تقع بلدية سقانـة بدائرة سقانـة بولاية بريكة تحدها شمالا بلدية سفيان (ولاية باتنة) وشرقا بلدية تيلاطو وغربا بلدية بريكة وجنوبا القنطرة (ولاية بسكرة)  وهي بلدية تعدادها السكاني حوالي 15000 مواطن يمارس معظمهم التجارة والفلاحة وسياحة المرتفعات.